# Georges Rodenbach
Georges Raymond Constantin Rodenbach (Tournai, 16 luglio 1855 – Parigi, 25 dicembre 1898) è stato un poeta, giornalista e romanziere belga appartenente alla corrente simbolista.
Nacque a Tournai e studiò a Gand, dove si fece amico del poeta Émile Verhaeren. Rodenbach esercitò le professioni di avvocato e giornalista. Trascorse gli ultimi dieci anni della sua vita a Parigi come corrispondente del "Journal de Bruxelles" ed era amico intimo di Edmond de Goncourt e del pittore simbolista Lucien Lévy-Dhurmer. Pubblicò otto raccolte di poesie e quattro romanzi, oltre a racconti, opere teatrali e opere di critica. Produsse alcune opere parigine puramente imitative; ma una parte rilevante della sua produzione è l'espressione di un appassionato idealismo dei tranquilli borghi fiamminghi, nei quali aveva passato la sua infanzia e la sua prima giovinezza. Nella sua più celebre opera, Bruges-la-Morte (1892), lo scrittore spiega che il suo obiettivo è quello di evocare la città come un essere vivente, associato agli umori dello spirito, che consiglia, che dissuade, che incita all'azione.
È sepolto nel cimitero di Père-Lachaise.

## Opere
- Le Foyer et les Champs (1877)
- Les Tristesses (1879)
- La Belgique 1830-1880 (1880)
- La Mer élégante (1881)
- L'Hiver mondain (1884)
- Vers d'amour (1884)
- La Jeunesse blanche (1886)
- Du Silence (1888)
- L'Art en exil (1889)
- Bruges-la-Morte (1892)
- Le Voyage dans les yeux (1893)
- Le Voile, drama
- L'Agonie du soleil (1894)
- Musée de béguines (1894)
- Le Tombeau de Baudelaire (1894)
- La Vocation (1895)
- A propos de "Manette Salomon". L'Œuvre des Goncourt (1896)
- Les Tombeaux (1896)
- Les Vierges (1896)
- Les Vies encloses (1896)
- Le Carillonneur (1897)
- Agonies de villes (1897)
- Le Miroir du ciel natal (1898)
- Le Mirage (1900)